# Câmpenești (okręg Kluż)
Câmpenești – wieś w Rumunii, w okręgu Kluż, w gminie Apahida. W 2011 roku liczyła 154 mieszkańców.